# Pierwsze spotkanie przywódców Stanów Zjednoczonych i Korei Północnej

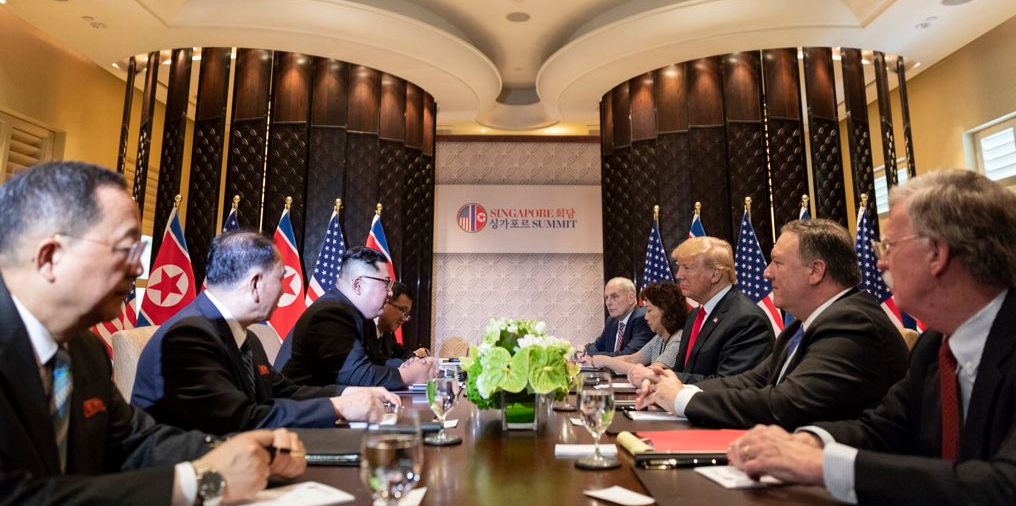
Spotkanie delegacji

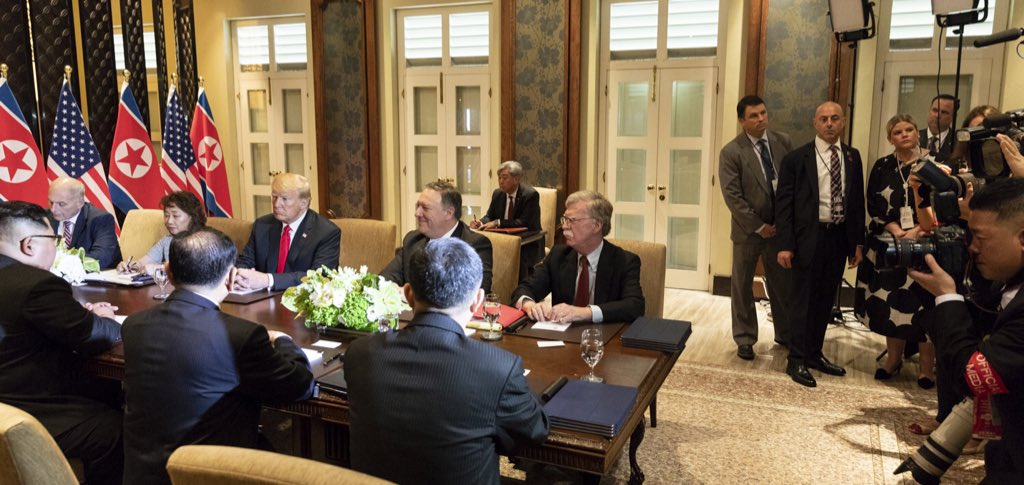
Szczyt singapurski

Pierwsze spotkanie przywódców Stanów Zjednoczonych i Korei Północnej – pierwsze w historii bilateralne spotkanie przywódców Stanów Zjednoczonych i Korei Północnej – prezydenta Donalda Trumpa i najwyższego przywódcy Kim Dzong Una, do którego doszło w Singapurze, w hotelu Capella na wyspie Sentosa 12 czerwca 2018 roku.
Najpierw przywódcy spotkali się „w cztery oczy”, tylko w towarzystwie tłumaczy, w dalszej części towarzyszyły im delegacje. Prezydentowi Trumpowi towarzyszyli sekretarz stanu Mike Pompeo, doradca ds. bezpieczeństwa narodowego John R. Bolton oraz John F. Kelly – szef personelu Białego Domu. W skład delegacji koreańskiej wchodzili minister spraw zagranicznych Ri Yong Ho oraz dwaj wiceprzewodniczący Partii Pracy Korei – Ri Su Jong i generał Kim Yŏng Ch’ŏl. Następnie obaj przywódcy zjedli razem lunch.
Spotkanie zakończyło się podpisaniem porozumienia, w którym Stany Zjednoczone i Korea Północna zadeklarowały się do nawiązania nowych relacji, współpracy na rzecz zaprowadzenia pokoju na Półwyspie Koreańskim. Koreańska Republika Ludowo-Demokratyczna zobowiązała się do podtrzymania deklaracji ze szczytu w Panmundżom, gdzie Kim Dzong Un i prezydent Korei Południowej Mun Jae-in zadeklarowali pełną denuklearyzację Półwyspu oraz chęć formalnego zakończenia wojny koreańskiej. W tekście amerykańsko-północnokoreańskiego porozumienia znalazły się także informacje o amerykańskich gwarancjach bezpieczeństwa dla KRLD oraz o współpracy w wydobyciu i repatriacji szczątków jeńców wojennych i osób zaginionych podczas wojny koreańskiej.
Zapowiedziano kolejne spotkania obu przywódców, w tym wizytę Kim Dzong Una w Białym Domu.

## Skład delegacji

### Stany Zjednoczone
- Donald Trump – prezydent Stanów Zjednoczonych
- Mike Pompeo[7] – sekretarz stanu
- John F. Kelly[7] – szef personelu Białego Domu
- John R. Bolton[8] – doradca ds. bezpieczeństwa narodowego
- Randall Schriver[9] – asystent sekretarza obrony ds. bezpieczeństwa Azji i Pacyfiku
- Sarah Huckabee Sanders[10] – sekretarz prasowy Białego Domu
- Stephen Miller[11] – starszy doradca prezydenta USA
- Mira Ricardel[11] – zastępca doradcy ds. bezpieczeństwa narodowego
- Sarah Tinsley[11] – dyrektor ds. komunikacji strategicznej w Radzie Bezpieczeństwa Narodowego (NSC)
- Matthew Pottinger[11] – starszy dyrektor ds. azjatyckich w NSC
- Brenan Richards[12] – dyrektor ds. Azji Południowo-Wschodniej w NSC
- Allison Hooker[9] – członek Rady Bezpieczeństwa Narodowego
- Andrew Kim[9] – dyrektor centrum CIA ds. Korei
- Sung Kim[9] – ambasador USA w Filipinach
- P. Michael McKinley[11] – ambasador USA w Brazylii
- Stephanie Syptak-Ramnath[11] – chargé d’affaires w ambasadzie USA w Singapurze
- Melissa Brown[11] – doradca ds. politycznych i ekonomicznych w ambasadzie USA w Singapurze

### Korea Północna
- Kim Dzong Un[13] – Najwyższy Przywódca Korei Północnej
- Ri Yong Ho[14] – minister spraw zagranicznych Korei Północnej
- Kim Yŏng Ch’ŏl[15] – wiceprzewodniczący Partii Pracy Korei
- Ri Su Yong[13] – wiceprzewodniczący Komitetu Centralnego Partii Pracy Korei
- No Kwang Ch’ŏl[14] – minister Ludowych Sił Zbrojnych
- Ch’oe Son-hui[13] – wiceminister spraw zagranicznych Korei Północnej
- Kim Yo Jŏng[14] – szefowa Departamentu Propagandy i Agitacji, siostra Kim Dzong Una